# Уоттл, Дэвид
Дэвид Джеймс Уоттл (англ. David James Wottle; род. 7 августа 1950) — американский легкоатлет, который специализировался в беге на 800 метров. На олимпийских играх 1972 года стал победителем на дистанции 800 метров с результатом 1.45,86 и участвовал в беге на 1500 метров, на которой не смог выйти в финал. Чемпион NCAA 1972 года на дистанции 1500 метров и чемпион NCAA 1973 года в беге на 1 милю.
1 июля 1972 года на чемпионате США повторил мировой рекорд — 1.44,3.
После завершения спортивной карьеры в 1975 году работал тренером. В 1982 году был включён в зал славы США по лёгкой атлетике.

## Ранние годы
Родился 7 августа 1950 года в городе Кантон, штат Огайо, США. В детстве отличался худым телосложением, из-за чего по совету врачей начал заниматься лёгкой атлетикой.